# Anti-monte-lait
Un anti-monte-lait (ou simplement : monte-lait) est un dispositif qui empêche le débordement du lait bouillant.

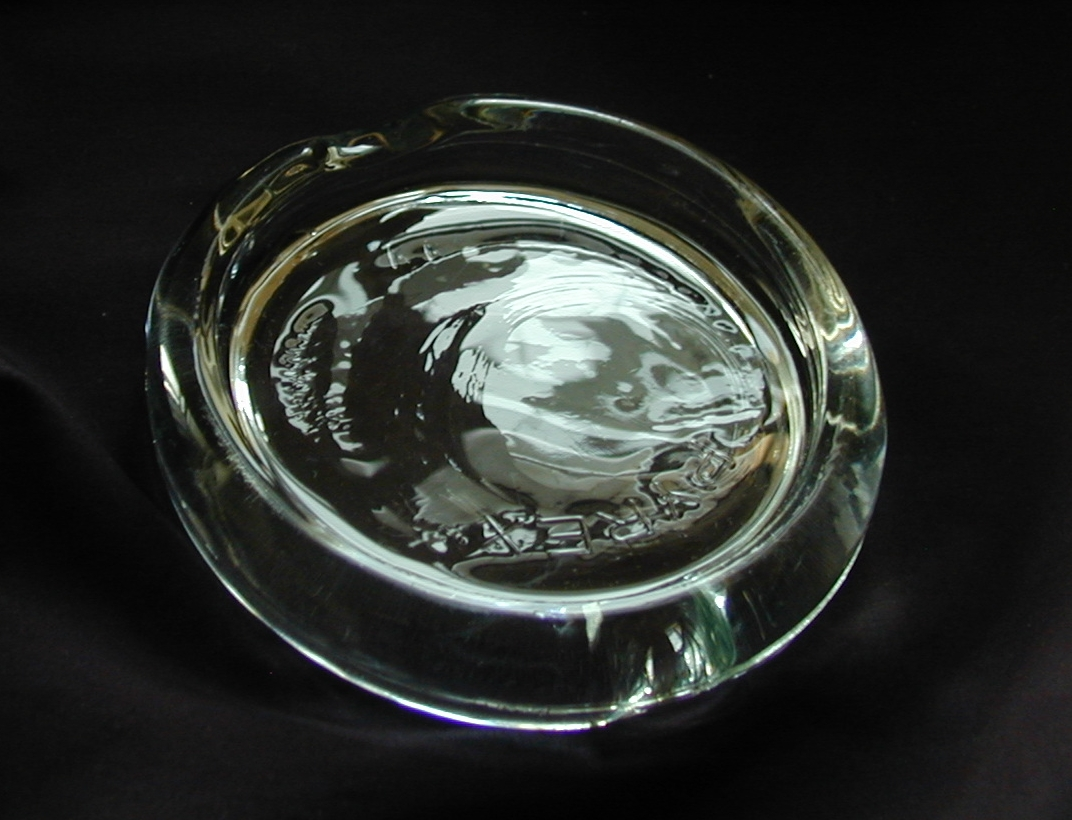
Anti-monte-lait en pyrex...

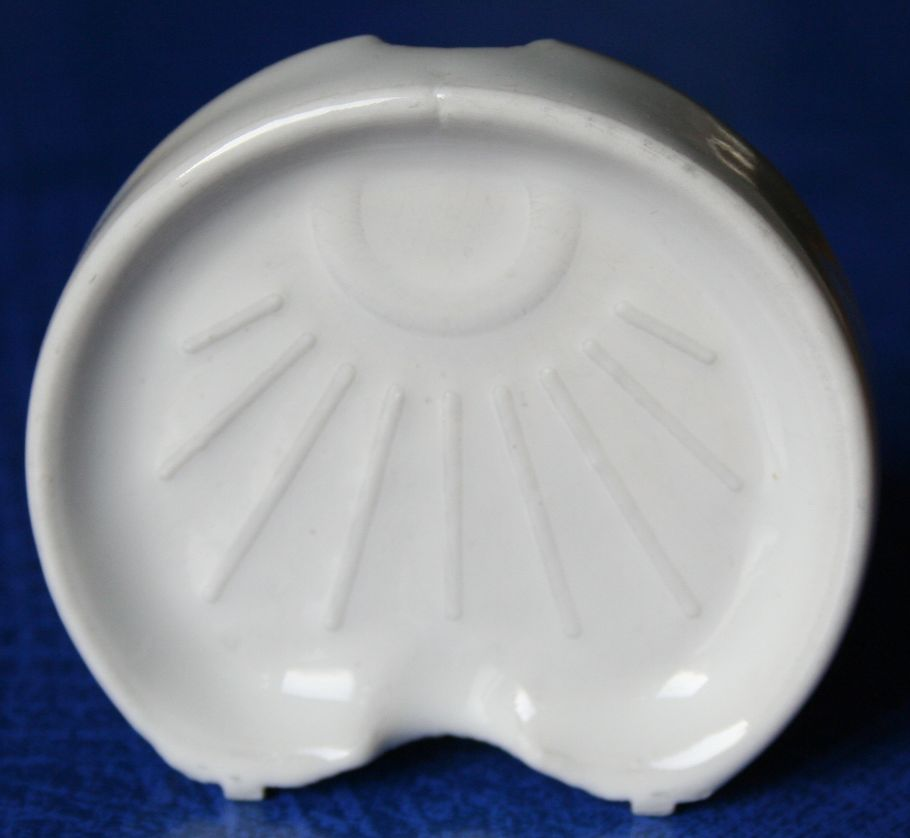
... en porcelaine ; remarquez que chaque face est identique et comporte
- une encoche
- un fond incliné vers l'encoche.

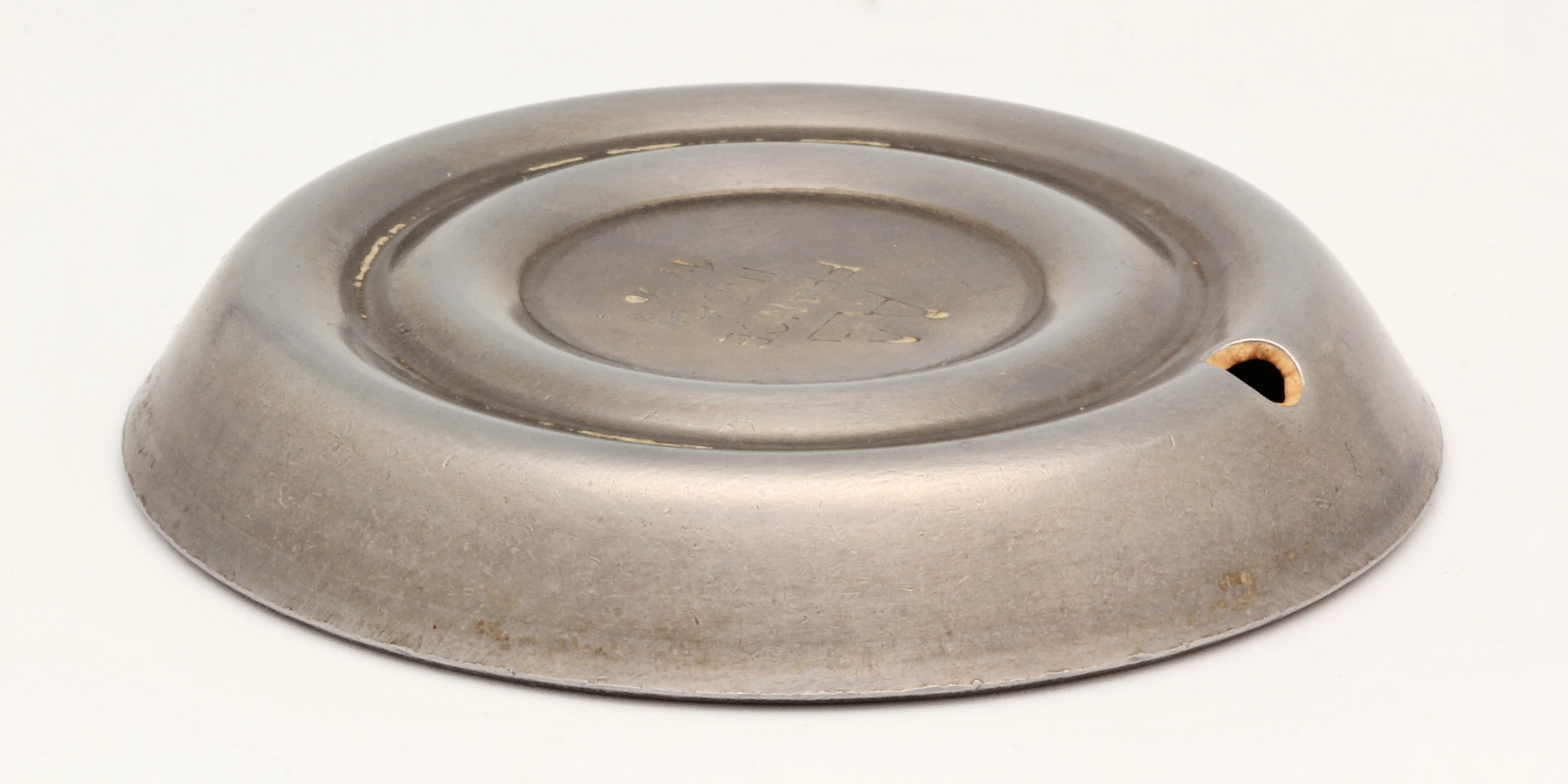
Anti-monte-lait ; marqué "AS MADE IN FRANCE INOX".

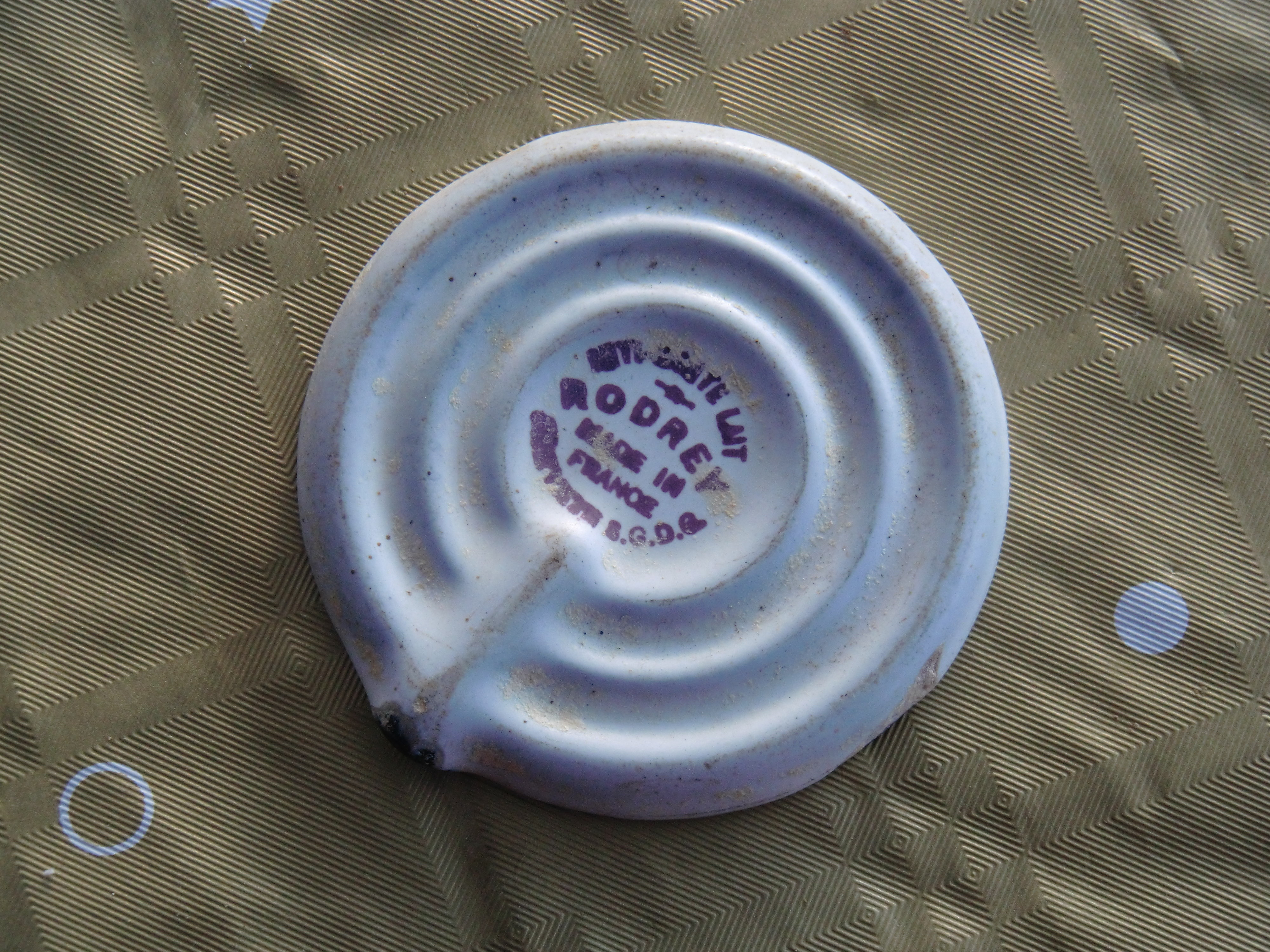
Ancien modèle en tôle émaillée

## Fonctionnement

### Pourquoi le lait déborde-t-il?
En portant du lait à ébullition, on constate qu'il se forme une « peau » : une pellicule de protéines du lait coagulées.
Sous la peau, il se forme également une mousse, sous l'effet des protéines (encore) et des sucres, comme pour la bière.
La peau gêne l'évacuation de la chaleur et favorise la mousse, qui monte en soulevant la peau (sans la rompre).
Lorsque la mousse atteint le bord, elle commence à déborder, et coule jusqu'à descendre en dessous du niveau de liquide dans la casserole ; à ce moment, elle amorce un siphon par capillarité : ce n'est plus seulement la mousse qui fuit, mais potentiellement tout le lait.

### Effet de l'anti-monte-lait
L'anti-monte-lait est un disque lourd, qui tombe au fond, là où se forment les bulles. Au lieu de monter directement, les bulles produites sous l'objet se rassemblent en une bulle assez grosse pour le soulever : celui-ci laisse alors s'échapper la bulle puis retombe sur le fond avec bruit. L'objet agite le lait et augmente fortement la taille des bulles, ce qui a deux effets : 
- réduire la formation de la mousse : composée de bulles plus grosses, qui éclatent plus facilement, la mousse est plus instable.
- réduire l'effet de la peau. Les bulles plus grosses et l'agitation du liquide gênent la formation de la pellicule imperméable.

De plus, le bruit caractéristique avertit le cuisinier de la nécessité de baisser le feu. Si celui-ci n'est pas trop important l'anti-monte-lait suffit à empêcher le débordement qui aurait lieu sans lui.

## Historique
L'anti-monte-lait a été inventé en 1921 par I. F. Ivankovitser (brevet déposé en 1929)  et s'est popularisé dans les pays latins.
En Moselle, il est parfois appelé par plaisanterie un « Téléphone » (tradition orale), en raison du bruit similaire aux anciennes sonneries téléphoniques.[réf. nécessaire]